# Eclissi solare del 5 febbraio 2000
L'eclissi solare del 5 febbraio 2000 è un evento astronomico che ha avuto luogo il suddetto giorno attorno alle ore 12.50 UTC.